# Великобритания на зимних Олимпийских играх 1928
Великобритания принимала участие в Зимних Олимпийских играх 1928 года в Санкт-Морице (Швейцария) во второй раз и завоевала одну бронзовую медаль. Сборную страны представляли 32 спортсмена.

## Медали
Бронза
- Скелетон, мужчины — Дэвид Карнеги.

## Состав сборной
32 спортсмена: 29 мужчин и 3 женщины — соревновались в 5 видах спорта:
- бобслей
- конькобежный спорт
- скелетон
- фигурное катание
- хоккей

Самым молодым участником сборной был 18-летний хоккеист Бернард Фосетт, самым старшим — 42-летний скелетонист Дэвид Карнеги.

## Результаты

### Бобслей
Соревнования состоялись 18 февраля 1928 года на Олимпийской бобслейной трассе Санкт-Мориц — Челерина. Оба британских экипажа вошли в десятку лучших.  
| Боб   | Спортсмены                                                            | 1 заезд | 1 заезд | 2 заезд | 2 заезд | Результат | Результат |
| Боб   | Спортсмены                                                            | Время   | Место   | Время   | Место   | Время     | Место     |
| ----- | --------------------------------------------------------------------- | ------- | ------- | ------- | ------- | --------- | --------- |
| GBR-1 | Генри Мартино, Уолтер Берч, Джон Далримпл, Джон Ги, Эдвард Холл       | 1:40.6  | 4       | 1:45.7  | 15      | 3:26.3    | 10        |
| GBR-2 | Джордж Пим, Ги Трейси, Дэвид Гриффит, Фредерик Браунинг, Томас Уорнер | 1:41.7  | 5       | 1:44.5  | 10      | 3:26.2    | 9         |

### Конькобежный спорт
Соревнования  проводились 13-14 февраля в Санкт-Морице. Планировалось разыграть 4 комплекта медалей на дистанциях 500 м, 1500 м, 5000 м и 10000 м — только среди мужчин, но на дистанции 10000 м соревнования были прекращены после пятого забега из-за таяния льда и медали не вручались.
| Дистанция | Спортсмен      | Результат | Результат |
| Дистанция | Спортсмен      | Время     | Место     |
| --------- | -------------- | --------- | --------- |
| 500 м     | Сирил Хорн     | 54.9      | 32        |
| 500 м     | Леонард Стюарт | 54.8      | 31        |
| 500 м     | Фред Дикс      | 53.4      | 30        |
| 1500 м    | Фред Дикс      | 2:49.6    | 28        |
| 1500 м    | Леонард Стюарт | 2:48.9    | 27        |
| 1500 м    | Сирил Хорн     | 2:40.0    | 24        |
| 5000 м    | Фред Дикс      | 10:55.6   | 32        |
| 5000 м    | Леонард Стюарт | 10:40.0   | 31        |
| 5000 м    | Сирил Хорн     | 9:45.0    | 23        |

### Скелетон
Соревнования прошли на трассе «Креста Ран», был разыгран 1 комплект наград. Участвовали 10 спортсменов из 6 стран. Дэвид Карнеги занял 3 место, уступив братьям Дженнисону и Джону Хитонам из США.
| Спортсмен      | 1 заезд | 1 заезд | 2 заезд | 2 заезд | 3 заезд | 3 заезд | Итог   | Итог  |
| Спортсмен      | Время   | Место   | Время   | Место   | Время   | Место   | Время  | Место |
| -------------- | ------- | ------- | ------- | ------- | ------- | ------- | ------ | ----- |
| Дэвид Карнеги. | 1:02.7  | 4       | 1:01.0  | 3       | 1:01.4  | 2       | 3:05.1 | 3     |

### Фигурное катание

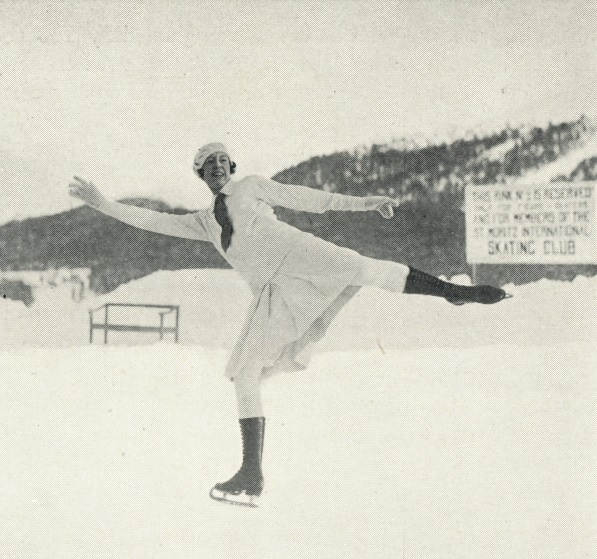
Кэтлин Шоу.

Мучины
| Спортсмен   | Обязательные фигуры | Произвольная программа | Сумма мест | Баллы   | Итоговое место |
| ----------- | ------------------- | ---------------------- | ---------- | ------- | -------------- |
| Иэн Боухилл | 15                  | 14                     | 101        | 1202.25 | 14             |
| Джек Пейдж  | 8                   | 11                     | 62         | 1424.00 | 9              |

Женщины
| Спортсменка | Обязательные фигуры | Произвольная программа | Сумма мест | Баллы   | Итоговое место |
| ----------- | ------------------- | ---------------------- | ---------- | ------- | -------------- |
| Кэтлин Шоу  | 11                  | 19                     | 95         | 1900.00 | 14             |

Пары
| Спортсмены                    | Баллы | Сумма мест | Итоговое место |
| ----------------------------- | ----- | ---------- | -------------- |
| Кэйтлин Ловетт Проктор Берман | 110.5 | 57.75      | 13             |
| Этель Макелт Джек Пейдж       | 61.5  | 79.00      | 7              |

### Хоккей
Хоккейный турнир был разыгран в период с 11 по 19 февраля на льду Бадруттс Парка в Санкт-Морице. Турнир вначале разыгрывался только как олимпийский, но через два года конгресс международной федерации хоккея принял решение присвоить этому турниру статус чемпионата мира и Европы. Таким образом это первый турнир в истории хоккея на льду в котором разыгрывались сразу за три чемпионских звания. Поэтому олимпийский турнир-1928 также считается 3 чемпионатом мира и 13 чемпионатом Европы. Так что в чемпионате Европы-1928 хоккейная сборная Великобритании получила 3 место, хотя в олимпийской итоговой таблице, как и в таблице чемпионата мира, она заняла четвёртое место.